# 井上五郎
井上 五郎 （いのうえ ごろう、1899年（明治32年）8月16日 - 1981年（昭和56年）11月18日）は、日本の実業家。中部電力会長、中部経済連合会会長を務めた。

## 来歴
実業家・政治家の井上角五郎の五男として東京市芝区（現・東京都港区）三田に生まれる。慶應義塾幼稚舎（1912年（明治45年）卒業）を経て、1923年（大正12年）に東京帝国大学工学部を卒業し、東邦電力に入社する。
1951年（昭和26年）に中部電力設立とともに、初代社長に就任する。のち会長に就任する。
1957年（昭和32年）社長時代に推進した井川ダムは施工を担当した間組社長　神部満之助の提案により自身の名「五郎」を冠した「井川五郎ダム」と名付けられた

1959年（昭和34年）に大同製鉄(現・大同特殊鋼)監査役となる。以後、以下の役職を歴任した。
- 大同学園(大同大学)理事 - 1961年（昭和36年）
- 中部経済連合会会長 - 1962年（昭和37年）
- 電気学会会長 - 1964年（昭和39年）
- 日本電気協会会長 - 1965年（昭和40年）
- 日本動力協会会長、名古屋鉄道監査役、中部日本放送株式会社監査役 - 1967年（昭和42年）
- 日本気象協会会長 - 1971年（昭和46年）
- 原子力委員会委員長代理 - 1972年（昭和47年）。

1981年（昭和56年）11月18日に死去、82歳。

## 家族
- 父・井上角五郎
- 妻・雅子 - 男爵木越安綱六女
  - 長男・井上琢郎（1930年生） - 東京熱エネルギー社長。東京大学卒。岳父に日銀総裁一万田尚登。
    - 長男・井上素彦（1963年生） - 慶応義塾幼稚舎、慶応義塾普通部卒業後、慶応義塾高校在学中に立教英国学院転校、東京国際大学卒業後、三井物産入社、脳出血により退職、著書に『「非常時の男」一万田尚登の決断力―孫がつづる元日銀総裁の素顔 』がある[1][2]。

  - 二男・井上和衛 - 昭和電工勤務。慶応大学卒。
  - 三男・一万田安城 - 一万田尚登の婿養子
  - 長女・安藤和子 - 大分銀行頭取・安藤昭三の妻
  - 二女・シャーウィン裕子 - 作家。吉川庄一の妻、実業家ジェームズ・シャーウィンの妻
    - 二女・マコ・ヨシカワ（en:Mako Yoshikawa） - 小説家

  - 三女・諸戸愛子 - 諸戸林業社長・諸戸正和の妻

## 顕彰
- 勲一等瑞宝章 - 1969年（昭和44年）
- 勲一等旭日大綬章 - 1979年（昭和54年）